# Skuteč (stacja kolejowa)
Skuteč – stacja kolejowa w Skuteč, w kraju pardubickim, w Czechach. Znajduje się na wysokości 270 m n.p.m.
Na stacji nie ma możliwości zakupu biletów, a obsługa podróżnych odbywa się w pociągu.

## Linie kolejowe
- 261 Svitavy - Žďárec u Skutče